# Батыров, Равиль Исмаилович
 Равиль Исмаилович Батыров (род. 1 мая 1931, Астрахань, РСФСР, СССР — 26.12.2014, Ташкент) — советский и узбекистанский кинорежиссёр, сценарист, народный артист Узбекской ССР (1981).

## Биография
Равиль (Роальд) Исмаилович Батыров родился в 1931 году в Астрахани. Правильное имя — Роальд. Дано в честь великого норвежца Роальда (Руаля) Амундсена.
Окончил режиссёрский факультет Ташкентского театрально-художественного института имени А.Островского. Прошёл стажировку на киностудии «Мосфильм» у режиссёров А.Алова и В.Наумова в фильме «Мир входящему».
Осуществил более пятнадцати режиссёрских постановок пьес классической и современной драматургии в Бухарском музыкально-драматическом театре имени С.Айни, где работал главным режиссёром.
В 1963 году Вместе с А. Хачатуровым осуществил постановку фильма по сценарию П. Кадырова «Твои следы» (1963). Первой самостоятельной работой Роальда Батырова был фильм «Приключения канатоходцев» (1964). Сопостановщик советско-югославского фильма «Хроника яростных дней» (1977—1978).
С 1959 — на киностудии «Узбекфильм».
Скончался в 2014 году.

## Награды и признание
Награждён орденом Трудового Красного Знамени, медалями («За трудовое отличие» (1959)).
Заслуженный артист Узбекской ССР (10.11.1967) 
За постановку фильма «В 26-го не стрелять» ему присуждена премия Ленинского комсомола Узбекистана (1967).
Фильм «Ждём тебя, парень» (1972) отмечен второй премией VI-го Всесоюзного кинофестиваля (1973).
Награждён Государственной премией Узбекской ССР имени Хамзы за фильмы «В 26-го не стрелять!» (1967), «Яблоки сорок первого года» (1969), «Незабытая песня» (1975) и «Вина лейтенанта Некрасова» (1985).

## Фильмография
- «Канатоходцы» (1964),
- «В 26-го не стрелять!» (1967),
- «Яблоки сорок первого года» (1969),
- «Ждём тебя, парень» (1972),
- «Мой добрый человек» (1973),
- «Незабытая песня» (1975),
- «Великолепный мечтатель» (1977),
- «Любовь и ярость» (1978, сопостановщик),
- «Вина лейтенанта Некрасова» (1985),
- «По второму кругу» (1987),
- «И это рай?» (2009) и др.